# Podgradina (Slivno)
Podgradina is een plaats in de gemeente Slivno in de Kroatische provincie Dubrovnik-Neretva. De plaats telt 314 inwoners (2001).